# Mening
 Denne artikel omhandler mening som generelt begreb for et individs mening. For den lingvistiske forståelse af mening, se Betydning (lingvistik), og for det samfundsvidenskabelige begreb, se Offentlig opinion.
 Der er for få eller ingen kildehenvisninger i denne artikel, hvilket er et problem. Du kan hjælpe ved at angive troværdige kilder til de påstande, som fremføres i artiklen.

En mening udtrykker det ens information peger på er det rigtige (eller mest overlevelsesfremmende, set fra en naturvidenskabelig synsvinkel) indenfor noget givent. Selve informationen består af opfattelser, erfaring og/eller holdninger.
Det kan være rigtigt (fra personens synsvinkel) på grund af dens overensstemmelse med virkeligheden, dens følger eller noget helt tredje.
En mening er et subjektivt sandhedsudsagn, en antagelse – i modsætning til et faktum (der anses for at være ubetvivleligt). Der er en anelse forskel på indholdet af henholdsvis "opfattelse" og "holdning", for mens opfattelser kan være meget flygtige, så forudsætter holdninger, at man har gjort en opfattelse til en del af sin personlighed.
En holdning er altså en mening, som er blevet grundlæggende for en person eller en gruppe (se dogme). I realiteten bruger alle deres holdninger som genveje i dag-til-dag løsninger på moralske spørgsmål. Holdninger gør det med andre ord lettere at gennemleve de utallige valgsituationer, som tilværelsen byder på. Samtidig er fælles holdninger også en vigtig del af fællesskabsfølelsen inden for bestemte grupper eller nationaliteter.
Omvendt kan holdninger let blive til noget, der forhindrer en person eller en (religiøs) gruppe i at se de reelle forhold og danne sig en ny opfattelse eller (på længere sigt) en ny holdning overfor virkelighedens problemer. I denne negative side af holdninger ligger baggrunden for megen strid mellem grupper, især da i de tilfælde hvor en holdning er blevet en del af personens eller gruppens identitetsfølelse.